# STOL

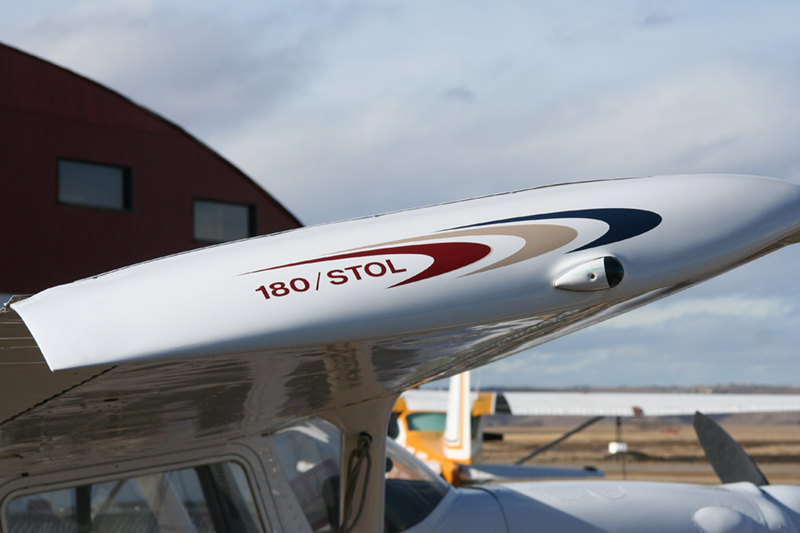
Označení STOL na křídle letadla Cessna 180

STOL je zkratkou pro „krátký vzlet a přistání“ (z anglického short take off and landing) – jedná se o termín používaný k označení letadel s velmi malými požadavky na délku vzletové a přistávací dráhy.
Formální definice NATO (od roku 1964) je:: „Krátký vzlet a přistání (francouzsky „décollage et atterrissage courts“) je schopnost letadla přeletět při vzletu nad 15 m (50 stop) vysokou překážkou po uražení vzdálenosti kratší než 450 m (1 500 stop), nebo při přistávání, zastavit na vzdálenost kratší 450 m (1 500 stop) po minutí 15 metrů vysoké překážky.“

## Seznam některých letadel s vlastnostmi STOL
- Alenia G.222
- Antonov An-2
- Antonov An-72
- Aviat Husky
- Bearhawk
- Boeing YC-14
- C-17 Globemaster III
- C-130 Hercules
- Cessna 180
- Cessna 208
- De Havilland Canada Dash 7
- De Havilland Canada Dash 8
- De Havilland Canada DHC-2 Beaver
- De Havilland Canada DHC-4 Caribou
- De Havilland Canada DHC-5 Buffalo

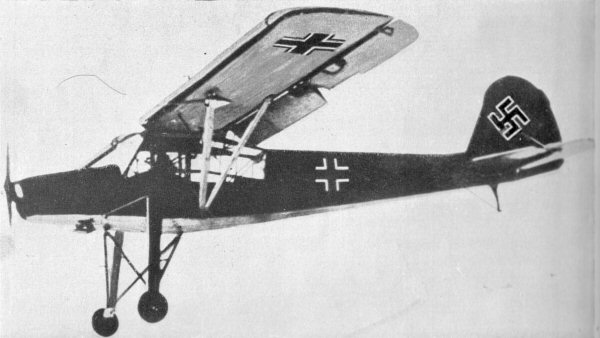
Fieseler Fi 156

- De Havilland Canada DHC-6 Twin Otter
- De Havilland DHA-3 Drover
- Dornier Do 228
- Fieseler Fi 156
- GAF Nomad
- Helio Courier
- IAI Arava
- Kitfox
- Let L-410 Turbolet
- McDonnell Douglas YC-15
- Pilatus PC-6
- Piper Cub
- PZL-104 Wilga
- Westland Lysander
- Zenith STOL CH701
- Zenith STOL CH 801